# 瓊桑峰
27°52′53″N 88°08′09″E / 27.8814°N 88.1357°E
瓊桑峰，位於尼泊爾、中國和印度三國的邊境接壤處，屬於喜馬拉雅山脈的一部分，海拔高度7,462米，是世界上第57高峰，人類在1930年6月3日首次登頂。
2012年9月30日，来自喜马拉雅俱乐部加尔各答地区（Pradeep Sahoo（领导）与Ang Dorji Sherpa和Phurba Sherpa）的一个团队沿着一条新路线，登上了宗颂峰顶的东峰（由Dyhrenfurth命名为Domo），途经东部山脊 宗松山顶与毗邻的Dome Kang峰之间的山col处的宗松峰。 前一天，来自同一支探险队的另一支队伍沿其东面从共同的山丘上对Dome Kang（Rajib Mondal和Dawa Sherpa）进行了缩放（新路线首次攀登/整体第二攀登）。 他们从锡松（Jiksong）宗松冰川（Jongsong ice）走近山脉。